# Leen van Steensel
Leen van Steensel est un footballeur néerlandais né le 20 avril 1984 à Rotterdam. Il joue au poste de défenseur avant de devenir entraîneur.

## Palmarès
Néant